# Boudewijn de Groot
Pour les articles homonymes, voir de Groot.
Boudewijn de Groot, né le 20 mai 1944 à Batavia, dans les Indes néerlandaises (actuelle Jakarta, en Indonésie), est un chanteur néerlandais.

## Discographie
- Boudewijn de Groot EP (1964)
- Apocalyps (1965)
- Voor de overlevenden (1966)
- Picknick (1967)
- Nacht en ontij (1968)
- Hoe sterk is de eenzame fietser (1973)
- Waar ik woon en wie ik ben (1975)
- Van een afstand (1980)
- Concert (1982)

Live - enregistré à Dilbeek et Hasselt en Belgique
- Bo de Groot (1983)
- Maalstroom (1984)
- Een nieuwe herfst (1996)
- Wonderkind aan het strand (30 jaar) (1996)

Best of, rarities, b-sides
- Een hele tour (1997)

Live
- Het eiland in de verte (nl) (2004)
- Een Avond in Brussel (2005)

Live - recorded 22nd February 2003 à l'Ancienne Belgique à Bruxelles, Belgique
- Lage Landen (2007)
- Achter glas (2015)

## Vie privée
Il est le père de l'actrice Caya de Groot et de l'acteur Jim de Groot.